# All Too Well
«Может быть, мы заблудились в переводе / Может быть, я слишком многого просила / Но, пожалуй, всё было шедеврально, Пока ты всё не разрушил. / Убегающая без оглядки — я была там, я помню всё слишком хорошо».
«All Too Well» (с англ. — «Всё слишком хорошо») — песня американской певицы Тейлор Свифт, из её четвёртого студийного альбома Red. Песня была выпущена 22 октября 2012 года вместе с альбомом. Песню написали сама Тейлор и Лиз Роуз, а продюсировали Нейтан Чапман и Тейлор.
После выхода «All Too Well» получила всеобщее признание музыкальных критиков, которые высоко оценили утонченный лиризм, музыкальную композицию и эмоциональное вокальное исполнение Свифт, назвав песню кульминационным моментом Red. Песня, полюбившаяся фанатам, получила ретроспективную оценку, с течением времени приобрела культовый характер и была помещена публикациями в многочисленные списки лучших песен на конец года и на конец десятилетия. «All Too Well» получила золотой сертификат Ассоциации звукозаписывающей индустрии Америки за тираж более 500 000 единиц по стране. Высокую оценку получило исполнение Свифт этой песни во время концертных туров, включая 2019 год, 26 января 2014 года на 56-й церемонии «Грэмми» и на телешоу.
15 сентября 2021 года «All Too Well» была включена в список 500 величайших песен всех времён по версии журнала Rolling Stone в ревизованной версии 2021 года (69-е место).
Свифт перезаписала две версии «All Too Well» — оригинальную 5-минутную версию и 10-минутную полную версию — для своего второго перезаписанного альбома Red (Taylor’s Version), выпущенного 12 ноября 2021 года. «All Too Well (10 Minute Version)» сопровождался короткометражным фильмом All Too Well: The Short Film, сценарий и режиссёр Свифт, премьера которого состоялась 12 ноября, с Сэди Синк, Диланом О’Брайеном и самой Свифт в главных ролях. 10-минутная версия была выпущена как промо-сингл 15 ноября. В отличие от трека 2012 года, «All Too Well (Taylor’s Version)» имела международный коммерческий успех, возглавив чарты Австралии, Канады, Ирландии, Новой Зеландии и США, как самая длинная песня в истории, возглавлявшая эти чарты и установив новый рекорд Гиннесса. Отвечая на вопрос о его рекорде, побитом Свифт в интервью Billboard, Дон Маклин сказал: «Есть кое-что, что можно сказать о великой песне, которая имеет силу и мощь. „American Pie (Parts I & II)“ (1972) оставался на вершине в течение 50 лет, и теперь Тейлор Свифт сместила его с места своим историческим произведением искусства. Посмотрим правде в глаза, никто никогда не хочет терять это место № 1, но если мне пришлось уступить его кому-то, я уверен, что это был другой великий певец и автор песен, такой как Тейлор».

## Версия 2012 года

### История
«All Too Well» была первой песней, которую Свифт написала для своего альбома Red. Сотрудничая с разными авторами над Red, Свифт написала песню вместе с Лиз Роуз, с которой она написала много песен для своих ранних альбомов. Роуз сказала, что Свифт неожиданно попросила её помочь написать песню в качестве разового проекта после того, как она не сотрудничала со Свифт в течение нескольких лет.
Студийную запись песни продюсировали Нейтан Чапман и Свифт. Его секретное сообщение в заметках на вкладыше Red «MAPLE LATTES».

### Композиция и текст
«All Too Well» длится пять минут и двадцать восемь секунд с темпом 94 удара в минуту в тональности до мажор. Вокал Свифта варьируется от F3 до D5. Инструменты, используемые в песне, включают акустическую и электрическую гитары, клавишные, ударные и бас.
Бриттани Спанос из Rolling Stone пишет, что в песне описывается «страдание от необходимости снова собрать себя воедино» после того, как отношения закончились. Свифт поет: «Я бы хотела снова стать прежней / Но я до сих пор в поисках себя». NPR пишет, что песня более зрелая, чем её предыдущие работы, и Свифт «признает свою наивность» и «оплакивает утрату своей невинности», когда она достигает совершеннолетия.

### Критический приём
Песня получила признание музыкальных критиков и обозревателей, назвавших её одной из лучших и в альбоме и во всей дискографии Свифт: Slant Magazine, Billboard, Idolator, Pitchfork.
Роб Шеффилд из Rolling Stone пишет, что Свифт «[разворачивает] трагическую историю об обреченной любви, шарфах, осенних листьях и кленовом латте» и что песня «полна убийственных моментов». Бриттани Спанос из Rolling Stone пишет, что песня является «шедевром в форме баллады о расставании». Billboard описывает песню как «sumptuous country».
Slant Magazine особенно похвалил песню в своём обзоре, заявив, что «All Too Well, пожалуй, лучшая песня во всем каталоге Свифт», заявив, что после медленного, мелодичного построения гипер-подробных воспоминаний из её отношений — это «крещендо от фолка в кофейнях до арена-рока … пока она не выпустит одну из своих лучших реплик („Эй, ты снова позвонил мне лишь для того / Чтобы вновь нарушить мой покой? / Ты так небрежно жесток во имя своей честности“) и песня взрывается кровопролитием».

### Коммерческий приём
С выходом альбома Red песня дебютировала в октябре 2012 года в чарте Billboard Hot 100 на 80 строчке, а в Digital Song Sales на 22-месте, также песня была на 59-м месте в канадском чарте Canadian Hot 100 и на 17-й позиции в кантри-чарте Hot Country Songs.

### Позиции в чартах
| Чарты (2012—13)                     | Высшая позиция |
| ----------------------------------- | -------------- |
| Канада (Billboard Canadian Hot 100) | 59             |
| США (Billboard Hot 100)             | 80             |
| США (Billboard Hot Country Songs)   | 17             |
| США (Country Airplay, Billboard)    | 58             |

### Сертификации
| Регион                                                                      | Сертификация | Продажи |
| --------------------------------------------------------------------------- | ------------ | ------- |
| США (RIAA)                                                                  | Золотой      | 500 000 |
| Данные о продажах + прослушиваниях приведены только на основе сертификации. |              |         |

## Версия 2021 года
«All Too Well (10 Minute Version)» это полная версия «All Too Well», содержащая оригинальные стихи и мелодии песни, прежде чем она была сокращена до пяти минут. Это тридцатый трек из её второго перезаписанного альбома Red (Taylor’s Version), который был выпущен как промо-сингл 15 ноября 2021 года на Republic Records. Свифт спродюсировала песню с Джеком Антоноффом. Согласно Billboard, 10-минутная версия была самым ожидаемым треком из альбома слушателями и критиками. Свифт исполнила песню после показа All Too Well: The Short Film на премьере фильма и на Saturday Night Live следующей ночью «All Too Well (10 Minute Version)» был встречен восторженными отзывами музыкальных критиков, многие из которых хвалили его за структуру песни и расширенное повествование; и назвали его «эпическим» произведением песенного искусства.

### История
12 ноября 2021 года Свифт выпустила перезаписанную версию «All Too Well» под названием «All Too Well (Taylor’s Version)» в качестве пятого трека из её второго перезаписанного альбома Red (Taylor's Version) (2021) на лейбле Republic Records. Новая версия под названием «All Too Well (10 Minute Version) (Taylor’s Version) (From The Vault)», которая содержит оригинальные десятиминутные тексты песни, была выпущена как тридцатый и последний трек того же альбома.
Впервые она объявила об этом 6 августа 2021 года, когда опубликовала официальный трек-лист альбома 6 августа 2021 года.
До того, как песня All Too Well была сокращена до 10-минутной версии, а затем ещё до последней пятиминутной версии, американская автор песен Лиз Роуз, с которой Свифт написала песню, полагала, что это «вероятно 20-минутная песня». Свифт задумала песню в 2010 году на репетиции группы для мирового концертного турне Speak Now World Tour.
«All Too Well (10 Minute Version)» был выпущен в цифровом формате как промо-сингл в интернет-магазине Свифт 15 ноября 2021 года исключительно для клиентов из США. Концертная версия с премьеры фильма All Too Well: The Short Film была выпущена в iTunes Store в тот же день. Акустическая версия «Sad Girl Autumn», записанная на студии Long Pond Studio музыканта Аарона Десснера в Hudson Valley (штат Нью-Йорк), была выпущена 17 ноября.

### Композиция
Воспоминания являются «строительными» блоками и основой песни «All Too Well». Песня основана на конкретных деталях подъёма и спада романтических отношений, взятых из памяти. Помимо упоминания большего количества деталей, «All Too Well (10 Minute Version)» предоставляет больший контекст, чем пятиминутная версия; Свифт несколько раз упоминает разницу в возрасте между ней и объектом, и рассказывает, как объект использовал это как предлог для прекращения их отношений, но продолжал встречаться с женщинами её возраста. Она вспоминает «нарастание и интенсивность влюбленности» и признает свою наивность. Кроме неизмененного бриджа, отличия «All Too Well (10 Minute Version)» от 5-минутной версии в структуре песни заключаются в продуманном третьем куплете, расширенном припеве, ещё двух куплетах после бриджа, аутро и отсутствии мужского бэк-вокала, заменённого на собственный бэк-вокал Свифт.

### Отзывы
10-минутная версия «All Too Well (10 minute version)» была провозглашена изюминкой альбома почти во всех его обзорах. Музыкальный критик Rolling Stone Роб Шеффилд похвалил 10-минутную версию за то, что она вызвала ещё более интенсивный эмоциональный конфликт по сравнению с и без того сентиментальным оригиналом: «[Это] резюмирует Свифт в её абсолютном совершенстве». Хелен Браун из The Independent заявила, что песня является более феминистской с её новым текстом. Ханна Милреа из NME написала, что в своём полном объёме «All Too Well (10 Minute Version)» подтверждает своё место в качестве «эпической», демонстрируя искусное повествование, вокальное исполнение и инструментальное обеспечение. Бет Киркбрайд из журнала Clash сказала, что «эпическая» песня войдет в историю как одна из лучших песен о расставании, когда-либо написанных. Кейт Соломон из газеты i написала, что боль «кажется невыносимой» в голосе Свифт, а 10-минутная продолжительность песни «немного напоминает то, как ваш разум блуждает так, что вы ничего не можете повторить, как только поймете, что уже поздно».
Крис Уиллман из Variety назвал эту песню «Святым Граалем» Свифт и был рад, что певица не отказалась от оригинального текста, который превратил песню в «эпическую балладу потока сознания», наполненную большим количеством отсылок и специфических особенностей сюжета песни.
В обзоре The Line of Best Fit Пол Бриджуотер выразил мнение, что 10-минутная версия «столь же обезоруживающая, сколь и увлекательная» — «артефакт её процесса написания песен и записи». Он утверждал, что песня усиливает драматизм и эмоции усеченной версии.
Критик Slant Magazine Джонатан Киф заявил, что в то время как усеченная версия фокусируется исключительно на катарсисе болезненных отношений, полная версия «более открыто указывает на бывшего, который несёт ответственность за причинение этой боли», и меняет общий тон «All Too Well» с его новыми стихами и структурой песни.
По словам критика The New York Times Линдси Золадз, песня «довольно пронзительно рассказывает о попытке молодой женщины найти задним числом равновесие в отношениях, которые были основаны на дисбалансе сил, который она поначалу не могла воспринять».

### Фильм
5 ноября 2021 года Свифт опубликовал тизер самосрежиссированного короткометражного фильма для 10-минутной версии под названием All Too Well: The Short Film, основанный на предпосылке песни, с участием Сэди Синк и Дилана О’Брайена в роли пары, находящейся в романтических отношениях, которые в конечном итоге расстаются; Свифт также ненадолго появляется в финале. Он был выпущен в 19:00 по восточноевропейскому времени 12 ноября 2021 года.

### Итоговые годовые списки
NPR Music назвал «All Too Well (10 Minute Version)» одной из 100 лучших песен 2021 года. Журнал Time поставил её на 3-е место в списке лучших песен 2021 года, а журнал Rolling Stone — на второе место в своём списке лучших песен года. Billboard поместил её на 5-е место в списке лучших 2021 года. Газета The New York Times признана «All Too Well (10 Minute Version)» четвёртой лучшей песней 2021 года.
| Публикация         | Список                                  | Ранг | Ссылка |
| ------------------ | --------------------------------------- | ---- | ------ |
| Billboard          | The 100 Best Songs of 2021: Staff List  | 5    | [ 57 ] |
| Consequence        | Top 50 Songs of 2021                    | 40   | [ 58 ] |
| Genius             | Top 50 Songs of 2021                    | 10   | [ 59 ] |
| Insider            | The Best Songs of 2021                  | 1    | [ 60 ] |
| The New York Times | Jon Pareles's Top 25 Best Songs of 2021 | 4    | [ 56 ] |
| NPR Music          | Best 100 Songs of 2021                  | 100  | [ 61 ] |
| The Ringer         | The Best Songs of 2021                  | 3    | [ 62 ] |
| Rolling Stone      | The 50 Best Songs of 2021               | 2    | [ 55 ] |
| Rolling Stone      | Rob Sheffield's Top 25 Songs of 2021    | 1    | [ 63 ] |
| Time               | The Best 10 Songs of 2021               | 3    | [ 64 ] |
| Variety            | The Best Songs of 2021                  | 1    | [ 65 ] |

### Награды и номинации
На 50-й церемонии награждения American Music Awards Свифт получила 6 номинаций, включая Лучший поп/рок-альбом, Лучший кантри-альбом, Лучший женский кантри-исполнитель, Лучшее видео, Лучший артист, Лучший женский поп/рок-исполнитель и во всех выиграла, улучшив свой же рекорд до 40 наград, в том числе в 7-й раз в категории Лучший артист года.
| Год  | Организация                                | Награда                                              | Результат | Ссылка        |
| ---- | ------------------------------------------ | ---------------------------------------------------- | --------- | ------------- |
| 2021 | Книга рекордов Гиннесса                    | Longest Song to Reach No. 1 on the Billboard Hot 100 | Победа    | [ 68 ]        |
| 2022 | NME Awards                                 | Best Music Video                                     | Номинация | [ 69 ]        |
| 2022 | ADG Excellence in Production Design Awards | Music Video                                          | Победа    | [ 70 ]        |
| 2022 | iHeartRadio Music Awards                   | Best Lyrics                                          | Победа    | [ 71 ]        |
| 2022 | Kids Choice Awards                         | Favorite Song                                        | Номинация | [ 72 ]        |
| 2022 | Joox Thailand Music Awards                 | Song of the Year                                     | Номинация | [ 73 ]        |
| 2022 | MTV Video Music Awards                     | Видео года                                           | Победа    | [ 74 ]        |
| 2022 | MTV Video Music Awards                     | Best Longform Video                                  | Победа    | [ 74 ]        |
| 2022 | MTV Video Music Awards                     | Лучшая операторская работа                           | Номинация | [ 74 ]        |
| 2022 | MTV Video Music Awards                     | Лучшая режиссура                                     | Победа    | [ 74 ]        |
| 2022 | MTV Video Music Awards                     | Лучший монтаж                                        | Номинация | [ 74 ]        |
| 2022 | MTV Europe Music Awards                    | Best Video                                           | Победа    | [ 75 ]        |
| 2022 | MTV Europe Music Awards                    | Best Longform Video                                  | Победа    | [ 75 ]        |
| 2022 | UK Music Video Awards                      | Best Cinematography in a Video                       | Номинация | [ 76 ]        |
| 2022 | American Music Awards                      | Favorite Music Video                                 | Победа    | [ 77 ]        |
| 2023 | Grammy Awards                              | Song of the Year                                     | Номинация | [ 78 ] [ 79 ] |
| 2023 | Grammy Awards                              | Best Music Video                                     | Победа    | [ 78 ] [ 79 ] |
| 2023 | Gold Derby Music Awards                    | Record of the Year                                   | Победа    | [ 80 ]        |
| 2023 | Gold Derby Music Awards                    | Song of the Year                                     | Победа    | [ 80 ]        |
| 2023 | Gold Derby Music Awards                    | Best Pop Song                                        | Победа    | [ 80 ]        |
| 2023 | Gold Derby Music Awards                    | Best Music Video                                     | Победа    | [ 80 ]        |
| 2023 | AIMP Nashville Country Awards              | Song of the Year                                     | Номинация | [ 81 ]        |

### Коммерческий успех
В Австралии Свифт сделала «золотой дубль», возглавив чарты ARIA Singles и Albums одновременно в одну неделю; Red (Taylor’s Version) был № 1 в альбомном чарте, а «All Too Well (Taylor’s Version)» дебютировал на первом месте, став восьмым чарттоппером Свифт в Австралии. Это был четвёртый случай, когда Свифт получила «золотой дубль» в чартах Австралии после 1989 и «Blank Space» в 2014 году, Folklore и «Cardigan» в августе 2020 года, и Evermore и «Willow» в декабре 2020 года. Песня дебютировала на первом месте в Irish Singles Chart, став вторым чарттоппером Свифт в Ирландии. Также песня дебютировала на № 3 в UK Singles Chart, став 18-м хитом Свифт в Топ-10 в Великобритании. Песня также возглавила мировой хит-парад Billboard, а также чарты Канады и других стран.
В США сингл 27 ноября дебютировал на первом месте Billboard Hot 100, став её 8-м чарттоппером. Также певица возглавила Streaming Songs (5-й раз, рекорд для женщин) и Digital Song Sales (23-й раз, увеличение общего рекорда). Это произошло одновременно с лидерством её альбома Red (Taylor’s Version) в чарте Billboard 200. За неделю 12-18 ноября «All Too Well (Taylor’s Version)» собрал 54,4 млн стрим-потоков, 286 тыс. радиоэфиров и 57800 цифровых загрузок. Кроме двух основных версий (5 мин 29 сек; 10 мин 13 сек) были ещё две: акустическая у длинной версии и «Sad Girl Autumn Version — Recorded at Long Pond Studios» (9 мин 58 сек). Также вышел в качестве официального видео короткий фильм «All Too Well: The Short Film» (14 мин 56 сек). Сингл стал 30-и хитом Свифт в лучшей десятке Hot 100 (шестой показатель, равный Майклу Джексону). Ещё несколько рекордов. Свифт стала первым артистом, который трижды дебютировал на вершине Billboard 200 и Hot 100 одновременно. Ранее это она сделала в 2020 году: Folklore и «Cardigan» заняли первое место в Billboard 200 и Hot 100, соответственно 8 декабря 2020 года; и затем повторила свой подвиг с «Willow» и Evermore 26 декабря 2020 года. По одному такому «золотому дублю» имеют BTS, Джастин Бибер и Дрейк. Учитывая (доминирующую) 10-минутную версию «All Too Well (Taylor’s Version)», песня теперь может считаться самой длинной песней № 1 по времени исполнения в истории Hot 100. Прежний рекорд был у «American Pie (Parts I & II)» Дона Маклина продолжительностью 8 минут 37 секунд, который удерживал его почти полвека, начиная с его первой из четырёх недель на первом месте в январе 1972 года. «All Too Well (Taylor’s Version)» также дебютировал на первом месте кантри-чарта Hot Country Songs (9-й чарттоппер и второй за год после «Love Story (Taylor’s Version)» 27 февраля).

### Позиции в чартах
| Чарты (2021)                        | Высшая позиция |
| ----------------------------------- | -------------- |
| Австралия (ARIA)                    | 1              |
| Канада (Billboard Canadian Hot 100) | 1              |
| Чехия (Singles Digitál Top 100)     | 95             |
| Мир (Billboard Global 200)          | 1              |
| Венгрия (Single Top 40)             | 17             |
| Венгрия (Stream Top 40)             | 31             |
| Индия (IMI)                         | 5              |
| Ирландия (IRMA)                     | 1              |
| Италия (FIMI)                       | 69             |
| Литва (AGATA)                       | 39             |
| Малайзия (RIM)                      | 1              |
| Нидерланды (Dutch Top 40)           | 32             |
| Нидерланды (Single Top 100)         | 39             |
| Новая Зеландия (Recorded Music NZ)  | 1              |
| Норвегия (VG-lista)                 | 30             |
| Сингапур (RIAS)                     | 1              |
| Испания (PROMUSICAE)                | 25             |
| Швеция (Sverigetopplistan)          | 47             |
| Великобритания (OCC UK Singles)     | 3              |
| США (Billboard Hot 100)             | 1              |
| США (Billboard Hot Country Songs)   | 1              |

### Сертификации
| Регион                                                                      | Сертификация  | Продажи |
| --------------------------------------------------------------------------- | ------------- | ------- |
| Австралия (ARIA)                                                            | 3× Платиновый | 210 000 |
| Италия (FIMI)                                                               | Золотой       | 50 000  |
| Новая Зеландия (RMNZ)                                                       | Золотой       | 15 000  |
| Испания (PROMUSICAE)                                                        | Платиновый    | 60 000  |
| Великобритания (BPI)                                                        | Платиновый    | 600 000 |
| Данные о продажах + прослушиваниях приведены только на основе сертификации. |               |         |

### История выхода
| Регион | Дата           | Формат                     | Версия       | Лейбл    | Ссылка  |
| ------ | -------------- | -------------------------- | ------------ | -------- | ------- |
| Мир    | 15 ноября 2021 | Цифровые загрузки стриминг | Оригинальная | Republic | [ 39 ]  |
| Мир    | 15 ноября 2021 | Цифровые загрузки стриминг | Live         | Republic | [ 40 ]  |
| Мир    | 17 ноября 2021 | Цифровые загрузки стриминг | Акустическая | Republic | [ 117 ] |

## Концертные исполнения

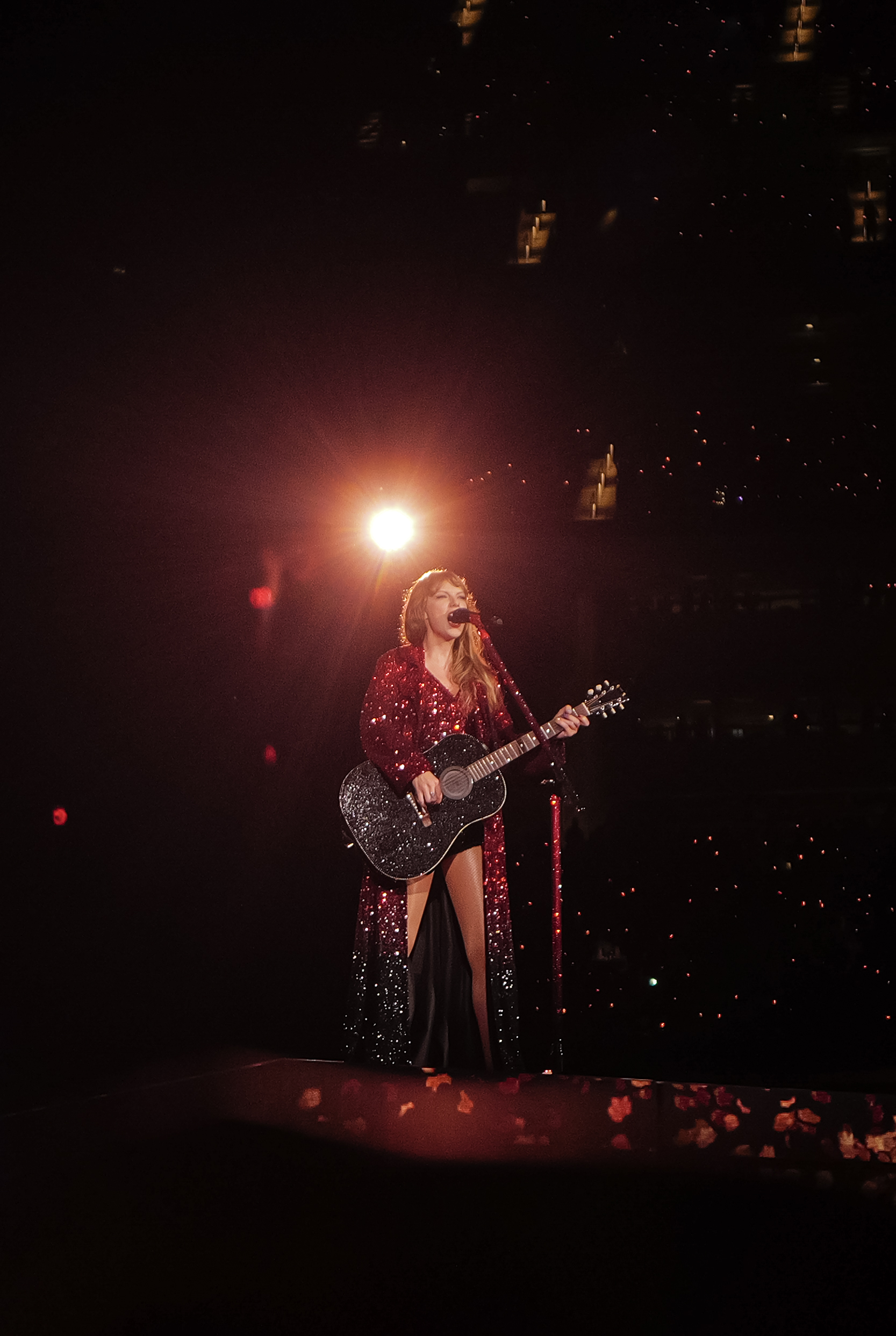
Свифт исполняет «All Too Well (10 Minute Version)» на концерте the Eras Tour в 2023 году

26 января 2014 года Свифт исполнила песню на 56-й ежегодной церемонии вручения премии «Грэмми» в Лос-Анджелесе. В эффектном платье, расшитом бисером и украшенном пайетками, и длинным шлейфом, струящимся за её спиной, она пела, играя на пианино на слабо освещенной сцене, прежде чем к ней присоединилась группа бэк-вокалистов в середине выступления. Её выступление было высоко оценено и встречено овациями. Хедбэнгинг Свифт в кульминационный момент песни получил широкое освещение в СМИ. Шон Томас из The Slanted назвал это «выступлением ночи», а Эми Скиарретто из Pop Crush назвала его «незабываемым».
Десятиминутная песня включена в регулярный сет-лист шестого концертного тура Свифт the Eras Tour (2023).

## Наследие
«All Too Well» — самая приветствуемая критиками песня из всех, что создала Свифт, которую обозреватели и фанаты часто хвалят в ретроспективных обзорах. В 2019 году американский журналист Роб Шеффилд из Rolling Stone оценил «All Too Well» как лучшую из всех в 153-песенной дискографии Свифт, написав: «Ни в одной другой песне нет такой звездной работы, чтобы продемонстрировать её способность превратить незначительную деталь в легендарную душевную боль». Шеффилд назвал её лучшей песней 2010-х годов. В своем списке за 2020 год обозревательница журнала NME Ханна Милреа также поместила эту песню на первое место в своем рейтинге песен Свифт, назвав её «magnum opus» Свифт и образцом авторского мастерства. Милреа написала, что баллада передает душевную боль, возникшую в результате болезненного разрыва с другом, визуализируя «рассказ о потерянных шарфах и осенних днях, когда она перескакивает между разными точками — как хорошими, так и плохими — в своих отношениях».
Rolling Stone поместил эту песню на 29-е место в своем списке «100 величайших песен века» (The 100 Greatest Songs of the Century) и на 5-е место в своем списке «100 лучших песен 2010-х годов» (The 100 Best Songs of the 2010s), описав песню как «слегка опустошающую балладу» и добавив, что «блеск „All Too Well“ заключается в том, что вы чувствуете, что тоже были рядом с ней». Издания Uproxx, Stereogum и Pitchfork включили песню в свои списки лучших песен десятилетия 2010-х годов под номерами 10, 24 и 57 соответственно.
Она также заняла 13-е место в списке 25 лучших песен десятилетия NPR. Insider оценил эту песню как одну из 8 лучших песен 2010-х годов и позже поместили её на 5-е место в списке 113 лучших песен десятилетия, описав её как «кинематографический пятиминутный мастер-класс по структуре повествования», а журнал Time назвал её одной из 10 лучших песен 2010-х. Журнал Parade включил «All Too Well» в список 50 лучших песен 2010-х, заявив, что «мы будем слушать её ещё десятилетия». В своем списке «500 величайших альбомов всех времен» журнал Rolling Stone перечислил Red и выделил «All Too Well» как «яркое воспоминание после душевного разрыва, которое когда-либо создавал любой артист».
«All Too Well» была включена в список 500 величайших песен всех времён по версии журнала Rolling Stone в ревизованной версии 2021 года (69-е место).
Песня стала культовой среди поклонников Свифт и, несмотря на то, что она не вышла отдельным синглом, является одной из самых узнаваемых среди фанатов. Сама Свифт упомянула об этой неожиданной популярности во время Reputation Stadium Tour. Оригинальные тексты песен включены в делюксовые издания седьмого студийного альбома Свифт Lover.
В марте 2023 года Стэнфордский университет запустил академический курс под названием «ITALIC 99: All Too Well (Ten Week Version)»; это «углубленный анализ» песни, признающий мастерство Свифт в написании песен и связанную с этим
соответствующую литературу.

### «Шарф» в массовой культуре
«All Too Well» открывается строками «Мы вместе зашли внутрь / Было холодно, но я всё равно почувствовала себя, как дома / Я оставила свой шарф здесь, в доме твоей сестры / И он до сих пор лежит в твоём ящике». Брэд Нельсон пишет в The Atlantic, что шарф — это как «Чеховское ружьё», чьё повторное появление «в последнем куплете» задумчиво и жестоко: «Но ты хранишь мой старый шарф с той самой первой недели / Потому что он напоминает тебе о невинности и пахнет мной». Пропавший шарф быстро стал «фантастической загадкой поп-культуры», вызвавшей много шума в сети среди поклонников Тейлор Свифт.
Согласно тексту песни, шарф изначально был потерян в доме Мэгги Джилленхол, но Джилленхол говорит, что она понятия не имеет, где находится шарф, и не понимала, почему люди спрашивали её об этом, пока интервьюер не объяснил ей слова песни в 2017 году. И песня, и шарф настолько важны для дискографии Свифт, что Rolling Stone пишет, что он «должен быть в Зале славы рок-н-ролла». Шарф стал символом в фэндоме Свифт, вдохновляющий шутками, мемами и вопросами интервью. Он даже породил множество фанфиков в других фандомах. Обозреватель Кейтлин Тиффани из The Verge описала шарф как «зелёный свет пристани нашего времени».